# Asparagus baumii
Asparagus baumii är en sparrisväxtart som beskrevs av Adolf Engler och Gilg. Asparagus baumii ingår i släktet sparrisar, och familjen sparrisväxter. Inga underarter finns listade i Catalogue of Life.